# Linda Kazienko
Linda Kazienko, född 29 maj 1955, är en kanadensisk bågskytt. Hon deltog vid olympiska sommarspelen 1984.